# Bataille de la rivière Dee
Première guerre d'indépendance de l'Écosse
Batailles
La bataille de la rivière Dee opposa le royaume d'Écosse et le royaume d'Angleterre le 29 juin 1308 près de Buittle, dans le Dumfries and Galloway. 
Robert Ier mena une campagne dans le Sud de l'Écosse au printemps 1308. Pendant ce temps, son frère Édouard Bruce pacifiait le Galloway et attaquait les domaines appartenant aux Balliol. 
Il rencontra le 29 juin les forces anglaises commandées par Dungal MacDouall et Ingram de Umfraville près de la rivière Dee et les mit en déroute.